# Larrousse
Larrousse (anfangs Larrousse-Calmels, 1992 auch Venturi-Larrousse) war ein von Didier Calmels und dem ehemaligen Rennfahrer und Renault-Sportchef Gérard Larrousse gegründetes französisches Motorsportteam, das von 1987 bis 1994 an den Läufen der Formel-1-Weltmeisterschaft teilnahm. Bis 1991 war der Rennstall technisch eng mit Lola Cars verbunden. Larrousse brachte 1989 den italienischen Sportwagenhersteller Lamborghini als Motorenhersteller in die Formel 1.

## Umfeld der Teamgründung

### Privatteams in Frankreich
Anders als Großbritannien war Frankreich ein Land, in dem das Engagement im hochklassigen Motorsport überwiegend werksseitig von großen Unternehmen betrieben wurde. Die wesentlichsten Beispiele hierfür im Bereich der Formel 1 waren Matra (von 1968 bis 1972) und Renault (1977 bis 1985). Abgesehen von Gordini (1950 bis 1956) war die 1976 gegründete Équipe Ligier das erste französische Privatteam, das von vornherein auf ein längerfristiges Engagement in der Formel 1 ausgerichtet war und sich über 20 Jahre in der höchsten Motorsportklasse hielt. Nachdem Renault mit Ablauf der Saison 1985 sein werksseitiges Formel-1-Programm vorerst beendet hatte, war Ligier vorübergehend der einzige französische Rennstall in der Formel 1. Ende 1986 kam das kleine provençalische Team Automobiles Gonfaronnaises Sportives (AGS) hinzu, das allerdings ungeachtet des Umstandes, dass es viele Lagerbestände des Renault-Werksteams übernommen hatte, in finanzieller und technischer Hinsicht wesentlich einfacher aufgestellt war als Ligier.

### Debüt in der Nach-Turbo-Ära
Im Spätsommer 1986 wurde das Team Larrousse Calmels gegründet, das im Jahr darauf als drittes französisches Privatteam in der Formel 1 debütierte. Es war eines von acht Teams, die zwischen 1986 und 1989 in der höchsten Motorsportklasse neu antraten. Grund für die große Zahl an Neugründungen war das für 1989 beschlossene Ende der kostenintensiven Turbo-Ära. Diese Regeländerung ließ erwarten, dass die Formel 1 wieder wie vor der Turbo-Ära mit geringeren Finanzmitteln zu betreiben wäre.
Diese Erwartungshaltung stand auch hinter der Gründung des Teams Larrousse Calmels: Die Initiatoren des Rennstalls wollten ihr Motorsportengagement anfänglich auf die Formel 3000 beschränken, in der die Saugmotoren und der Einsatz von zugekauften Kundenchassis zugelassen waren. Als allerdings im Laufe des Sommers 1986 die Wiederzulassung von Saugmotoren in der Formel 1 bekannt gegeben wurde, entschieden sie sich für den unmittelbaren Einstieg in den Grand-Prix-Sport.

## Personal

### Gründer

#### Gérard Larrousse

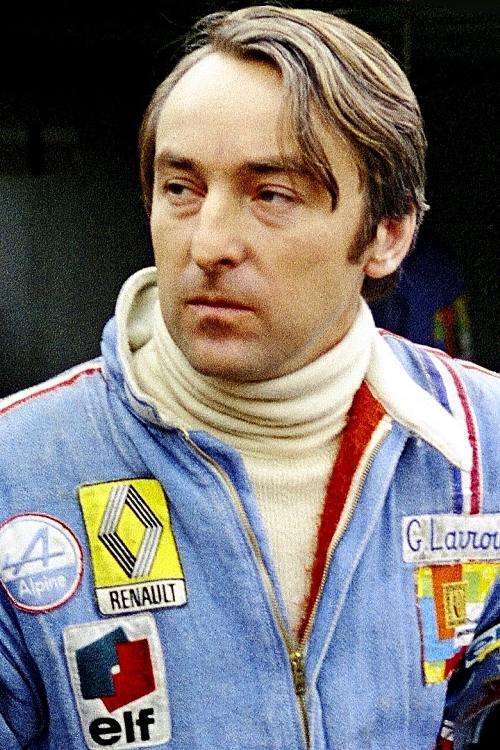
Teamgründer Gérard Larrousse

Gründer und Namensgeber des Teams war der französische Rennfahrer und Motorsportmanager Gérard Larrousse, der von 1960 bis 1974 in erster Linie Rallyes und Langstreckenrennen gefahren war. 1973 und 1974 gewann Larrousse jeweils für das Matra-Werksteam die 24-Stunden-Rennen von Le Mans und trug maßgeblich dazu bei, dass Matra in diesen Jahren jeweils die Sportwagen-Weltmeisterschaft gewann. Einsätze im Formelsport blieben dagegen erfolglos; Larrousse trat 1974 bei zwei Rennen für den Rennstall Scuderia Finotto an, konnte sich aber nur einmal qualifizieren und fiel beim Großen Preis von Belgien nach 53 Runden mit Reifenschaden aus. 1975 leitete er das Formel-2-Team Elf Switzerland, das 1976 mit dem Fahrer Jean-Pierre Jabouille den Meistertitel dieser Serie gewann. Von 1976 bis 1984 organisierte und leitete Larrousse das Formel-1-Projekt des französischen Automobilherstellers Renault, dessen Turbotechnologie die Formel 1 in den 1980er-Jahren revolutionierte; 1985 wurde er Rennleiter bei Ligier. Nach nur einem Jahr der Zusammenarbeit trennte sich Larrousse von Ligier, nachdem es zwischen ihm und Guy Ligier wiederholt zu Meinungsverschiedenheiten über die Führung des Rennstalls gekommen war.

#### Didier Calmels
Im Laufe des Jahres schloss sich Gérard Larrousse mit dem französischen Rechtsanwalt und Geschäftsmann Didier Calmels zusammen, der sich in den 1980er-Jahren auf Übernahmen von in Finanzschwierigkeiten geratenen Unternehmen spezialisiert hatte. Calmels war in den 1970er-Jahren Automobilrennen gefahren, kam aber über Amateurniveau nicht hinaus. In der zeitgenössischen Presse wurde er gelegentlich als „Wonder Boy des Pariser Jetset“ bezeichnet. Die Verbindung zwischen Larrousse und Calmels wurde durch den französischen Rennfahrer Philippe Alliot vermittelt, der mit Calmels befreundet und mit Larrousse bekannt war.
Die Partnerschaft zwischen Larrousse und Calmels endete im März 1989. Anlass dafür war ein Kriminalfall. Didier Calmels erschoss Ende Februar 1989 in Paris seine Ehefrau und versuchte daraufhin erfolglos, sich selbst das Leben zu nehmen. Calmels wurde verhaftet und im März 1990 zu einer sechsjährigen Freiheitsstrafe verurteilt. Gérard Larrousse übernahm im März 1989 die Anteile von Calmels; das Team erhielt daraufhin die Bezeichnung Equipe Larrousse.
Calmels wurde 1992 vorzeitig aus der Haft entlassen. Im gleichen Jahr gründete er in Paris die Anlagegesellschaft D&P, deren Mehrheitseigner er noch heute ist.

### Wechselnde Partnerschaften
Nach dem Ende der Partnerschaft mit Didier Calmels änderten sich die Eigentumsverhältnisse an dem französischen Rennstall nahezu jährlich. Mehrere internationale Investoren beteiligten sich von 1989 bis 1994 an dem Team. Ihre Engagements waren jedoch immer nur von kurzer Dauer und waren nicht geeignet, dem Rennstall finanzielle oder organisatorische Stabilität zu geben. Auf Beobachter wirkte Larrousse daher wie ein Team, „das nicht zur Ruhe kam“.

#### Hilfe aus Japan: Espo
Ende 1989 übernahm der japanische Mischkonzern Espo eine Minderheitsbeteiligung an dem Rennstall, die er ein Jahr lang hielt. In der Folge eines Kurssturzes an der Tokioter Börse, der im Sommer 1990 die japanische Wirtschaft erschütterte, beendete Espo sein Engagement bei Larrousse. Der französische Rennstall geriet daraufhin seinerseits in eine wirtschaftliche Schieflage. Er beantragte bei einem französischen Gericht vorübergehend Gläubigerschutz. Zur Restrukturierung des Teams wurde Ende 1990 kurzzeitig über eine Fusion mit dem kleinen Konkurrenten AGS nachgedacht; diese Überlegungen scheiterten allerdings an der Unvereinbarkeit der Positionen der Teamchefs Larrousse und Cyril de Rouvre (AGS). Larrousse machte schließlich alleine weiter, bis er im Sommer 1991 finanzielle Unterstützung durch die japanische Doi-Gruppe erhielt.

#### Allianz mit dem Sportwagenhersteller Venturi

Emblem des französischen Sportwagenherstellers Venturi

Im Sommer 1991 veräußerte Gérard Larrousse 65 Prozent der Teamanteile an den französischen Sportwagenhersteller Venturi. Der Rennstall wurde daraufhin in der Saison 1992 unter der Bezeichnung Venturi Larrousse gemeldet, die eingesetzten Rennwagen hießen Venturi LC92. Venturi versprach sich von dem Formel-1-Engagement in erster Linie Werbung für die eigenen Sportwagen, geriet aber bereits ein Dreivierteljahr später ebenfalls in wirtschaftliche Schwierigkeiten, die zur Beendigung des Engagements im Motorsport führten.

#### Ein neuer Skandal: Comstock
Im September 1992 verkaufte Venturi seine Teamanteile an den Investmentfonds Comstock, dessen Inhaber unter dem Namen Rainer Walldorf auftrat. Gérard Larrousse präsentierte Comstock im September 1992 öffentlich als neuen Anteilseigner. Wenig später war die Verbindung allerdings gescheitert. Bei „Rainer Walldorf“ handelte es sich in Wirklichkeit um den Kriminellen Klaus Walz, der in mehreren europäischen Ländern wegen vierfachen Mordes gesucht wurde. Walz wurde Ende 1992 von der deutschen Polizei auf der Flucht erschossen. Dass der getötete mutmaßliche Verbrecher mit dem gleichnamigen deutschen Rennfahrer Klaus Walz identisch war, der in den späten 1970er-Jahren das Formel-2-Team Walz ToJ Racing betrieben und 1979 zwei Rennen in der Aurora-AFX-Formel-1-Serie bestritten hatte, wird in Veröffentlichungen vielfach vermutet, ist aber nicht unumstritten.

#### Technikpartner Robin Herd
1993 übernahm das britische Unternehmen Robin Herd Ltd. einen Großteil der Teamanteile. Herd, inzwischen Konstrukteur der Larrousse-Rennwagen, wurde Vorsitzender des Verwaltungsrats einer übergeordneten Gesellschaft. Die Allianz mit Herd hielt bis zum Beginn des Jahres 1995. 1994 beteiligten sich der ehemalige Formel-1-Pilot Patrick Tambay und der Schweizer Geschäftsmann Michel Golay an dem Team.

## Eigenständiges Konzept: Zugekaufte Rennwagen

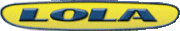
Technikpartner von 1987 bis 1991: Lola Cars

Anders als die meisten anderen Formel-1-Teams, verfügte Larrousse in den ersten Jahren weder über eine eigene Entwicklungsabteilung noch über Produktionsanlagen. Bis 1990 ließ Larrousse seine Formel-1-Autos stattdessen von unabhängigen Unternehmen herstellen. Anfänglich hatte Larrousse versucht, March Engineering als Partner zu gewinnen. Daraus wurde allerdings nichts, weil March zu dieser Zeit bereits an der Rückkehr in die Formel 1 mit einem eigenen Werksteam arbeitete. Stattdessen wurde Lola Cars in Huntingdon, der in den zurückliegenden zweieinhalb Jahrzehnten bereits mehrfach Fahrzeuge für selbständige Formel-1-Teams wie Honda oder Embassy Hill gebaut hatte.
Der Vorteil einer Trennung von Chassisentwicklung und Renneinsatz, die auch andere Teams zeitweise praktizierten, bestand darin, dass ein neues Team keine eigene Infrastruktur im Entwicklungsbereich aufbauen musste, sondern auf das Know-how eines etablierten Fachbetriebs zurückgreifen konnte. Ein Nachteil, der sich aus der organisatorischen Trennung von Produktion und Renneinsatz ergab, war allerdings die verzögerte Umsetzung der Erkenntnisse, die aus dem Rennbetrieb gewonnen wurden. Unter ihnen litt sowohl Larrousse als auch die Scuderia Italia. Für die Statistik bedeutet die Trennung von Produktion und Renneinsatz, dass in den Jahren 1987 bis 1991 nicht Larrousse als Konstrukteur der Wagen galt, sondern Lola Cars. Die Weltmeisterschaftspunkte, die die Autos in diesen Jahren einfuhren, werden daher nicht Larrousse zugeschrieben, sondern Lola.
Das änderte sich erst nach der Trennung von Lola. Ab 1992 ließ Larrousse seine Autos in Großbritannien von dem ehemaligen March-Ingenieur Robin Herd entwickeln. Durch eine geschäftliche Verflechtung des Rennstalls mit dem britischen Designbüro wurde Larrousse 1992 zum eigenständigen Konstrukteur.

## Die einzelnen Jahre
Larrousse nahm von 1987 bis 1994 an 123 Großen Preisen teil. In dieser Zeit fuhr das Team 23 Weltmeisterschaftspunkte ein. Das Formel-1-Engagement des Rennstalls lässt sich in die Ära der Lola-Fahrzeuge (1987 bis 1991) und die Robin-Herd-Ära (1992 bis 1994) unterteilen.
Der erste Abschnitt war der erfolgreichere: Larrousse erzielte in dieser Zeit 17 Weltmeisterschaftspunkte (einschließlich elf Zählern, die dem Team nach Abschluss der Saison 1990 aberkannt wurden). Von 1992 bis 1994 kamen lediglich sechs weitere Punkte hinzu. In der ersten Phase war Larrousse erfolgreicher als sein nationaler Konkurrent Ligier, der von 1987 bis 1991 insgesamt nur vier Meisterschaftspunkte erzielte. Ab 1992 hingegen erreichte Ligier deutlich größere Erfolge: Von 1992 bis 1994 fuhren die Ligier-Piloten 42 Punkte ein. Die Leistungssteigerung Ligiers ist in erster Linie auf die Verwendung des Zehnzylindermotors von Renault zurückzuführen, der in den 1990er-Jahren das beste Triebwerk der Formel 1 war.
Der Leistungsabfall des Larrousse-Teams wird in der Literatur nicht in erster Linie mit dem 1992 vorgenommenen Wechsel des Chassisherstellers erklärt. Von wesentlicherer Bedeutung war danach die Aberkennung von 11 Weltmeisterschaftspunkten Ende 1990, die zu erheblichen finanziellen Einbußen führten. Seitdem war Larrousse finanziell angeschlagen und konnte keine nachhaltige Entwicklung mehr gewährleisten.

### Die Lola-Ära

#### 1987: Das beste der neuen Teams

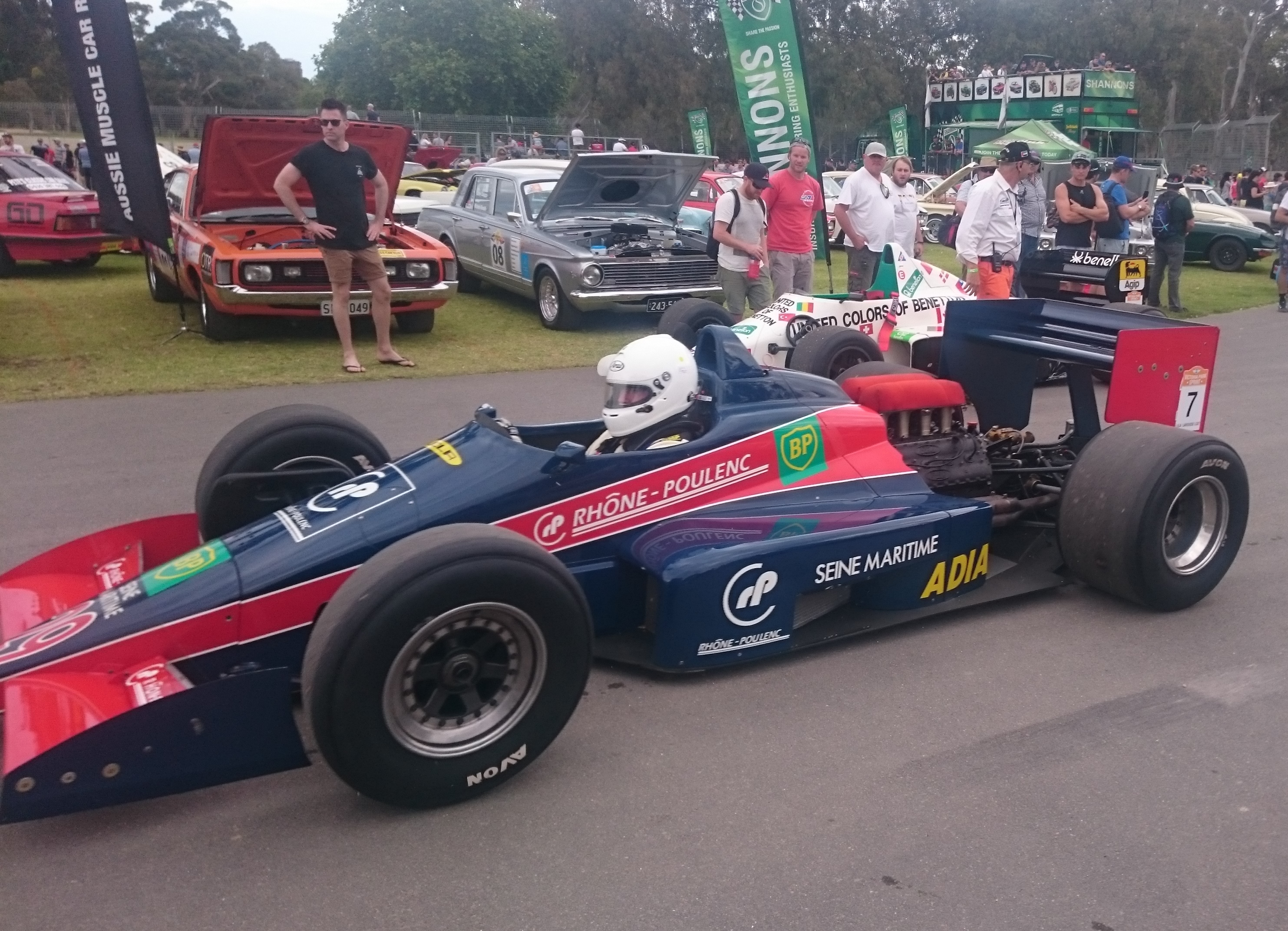
Lola LC87

In der Formel-1-Saison 1987 waren erstmals wieder Rennwagen mit Saugmotoren zugelassen, nachdem aufgeladene Triebwerke in den frühen 1980er-Jahren die Formel 1 dominiert hatten und 1986 ausnahmslos verwendet werden mussten. Die Spitzenteams setzten weiterhin auf Turbotechnologie; lediglich fünf kleine Teams verwendeten Saugmotoren. Eines von ihnen war Larrousse Calmels. Obwohl das Reglement den Fahrzeugen mit Saugmotor einen Gewichtsvorteil von 40 kg gegenüber den Turboautos zubilligte, beherrschten die Turbos die Weltmeisterschaft 1987.
Larrousse Calmels debütierte 1987 mit dem Lola LC87. Das bunt lackierte Auto, dessen Wurzeln auf ein Fahrzeug für die Formel 3000 zurückging, wurde von Eric Broadley und Ralph Bellamy konstruiert. Als Antrieb diente ein Cosworth-Achtzylindermotor vom Typ DFZ V8, der von Heini Mader Racing Components in der Schweiz vorbereitet wurde. Der Lola LC87 war ein massiges, schweres Auto, dessen Gewicht mehr als 20 kg über dem Mindestgewicht lag.
Der LC87 wurde erstmals beim zweiten Rennen des Jahres eingesetzt, dem Großen Preis von San Marino. Zunächst ging Larrousse Calmels nur mit einem Fahrer, Philippe Alliot, an den Start. Alliot konnte sich regelmäßig qualifizieren und kam dreimal als Sechster ins Ziel. In den letzten drei Rennen des Jahres setzte Larrousse ein zweites Auto für Yannick Dalmas ein. Dalmas kam bei jedem Rennen ins Ziel. Beim abschließenden Lauf in Australien wurde er Fünfter. Da sein Auto allerdings nicht bei jedem Saisonrennen eingesetzt worden war, wurden die zwei Weltmeisterschaftspunkte, die mit Dalmas' fünftem Platz verbunden waren, in der abschließenden Wertung der Konstrukteursmeisterschaft nicht berücksichtigt.
Das Team schloss seine Debütsaison mit drei Weltmeisterschaftspunkten auf Rang neun der Konstrukteurswertung ab. Damit lag es zwei Ränge vor dem französischen Konkurrenzteam Ligier, das in einer problematischen Saison, zu der ein kurzfristiger Wechsel des Motorenpartners gehörte, nur einen Meisterschaftspunkt eingefahren hatte.
Neben der regulären Konstrukteurswertung, die für alle an der Formel-1-Weltmeisterschaft beteiligten Teams gleichermaßen galt, schrieb die FISA 1987 die Colin-Chapman-Trophy aus, eine Meisterschaft, die auf Teams mit Saugmotoren beschränkt war. An ihr nahmen AGS, Coloni, Larrousse, March und Tyrrell teil. Larrousse war am Jahresende hinter Tyrrell, aber vor AGS Zweiter der Colin-Chapman-Trophy.

#### 1988: Sportlicher Rückschritt

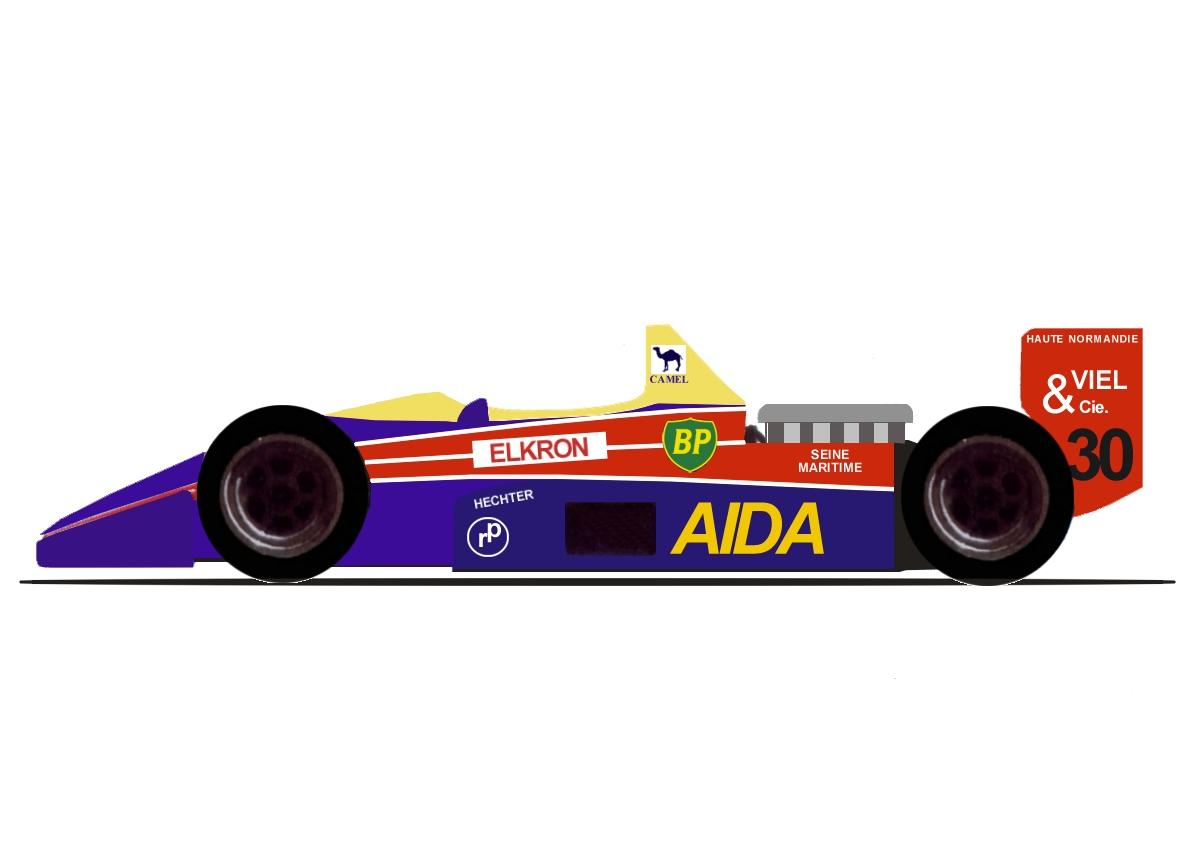
Lola LC88

1988 war die letzte Saison, in der Turbotriebwerke alternativ neben Saugmotoren zugelassen waren. Die Mehrzahl der Teams setzte inzwischen Saugmotoren ein; acht Teams verwendeten Cosworth-Triebwerke, drei nutzten neu entwickelte Motoren von Judd. Larrousse behielt in seiner zweiten Formel-1-Saison die von Mader bearbeiteten Cosworth-Motoren bei.
Für die neue Saison entwickelte Ralph Bellamy den Lola LC88. Er entsprach technisch dem Vorjahresmodell, hatte aber eine Radaufhängung mit Schubstreben sowie einen um 97 mm verlängerten Radstand.
In seiner zweiten Saison setzte Larrousse durchgängig zwei Autos ein. Ein Fahrzeug wurde bei allen Rennen von Philippe Alliot gefahren. Das zweite Auto ging an Yannick Dalmas, der allerdings im Herbst 1988 erkrankte und in den letzten beiden Rennen durch Aguri Suzuki bzw. Pierre-Henri Raphanel ersetzt wurde.
Die Fahrer konnten 1988 keine Meisterschaftspunkte einfahren. Das beste Ergebnis waren zwei siebte Plätze von Dalmas bei den Großen Preisen von Monaco und der USA. Alliot fiel achtmal aus, Dalmas nur viermal, allerdings verpasste Dalmas einmal – beim Großen Preis von Kanada – die Qualifikation. Beobachter führten die im Vergleich zum Vorjahr schwächeren Leistungen des Teams zumeist auf die mangelnde Weiterentwicklung des Autos zurück, das als Enttäuschung wahrgenommen wurde, und meinten, Lola sei angesichts der Erfolge des Debütjahrs „in Selbstzufriedenheit versunken“. Eine Reaktion auf die ausbleibenden Erfolge war die Entlassung des Lola-Ingenieurs Ralph Bellamy, der für die Schwächen des LC88 verantwortlich gemacht wurde. Er wechselte im Frühjahr 1988 zum Konkurrenten March, für den er künftig Formel-3000-Autos konstruierte. Sein Nachfolger bei Lola wurde der bisherige Zakspeed-Ingenieur Chris Murphy, der frühzeitig die Entwicklung eines völlig neuen Autos für Larrousse in Angriff nahm. Ende 1988 kam zudem der französische Konstrukteur Gérard Ducarouge zum Team, der technischer Leiter bei Larrousse wurde.

#### 1989: Neuanfang mit Lamborghini

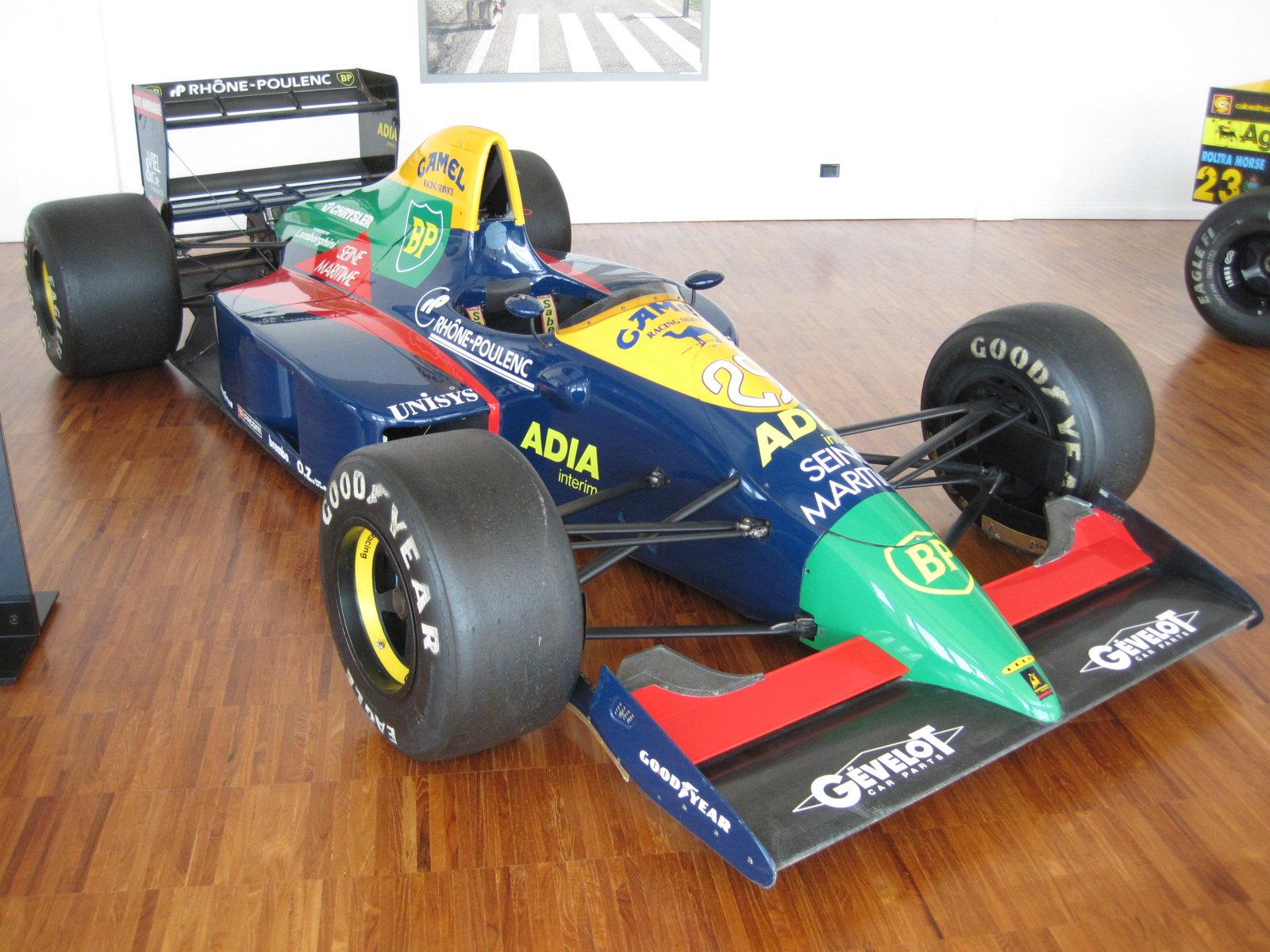
Erstes Formel-1-Auto mit Lamborghini-Motor: Der Lola LC89

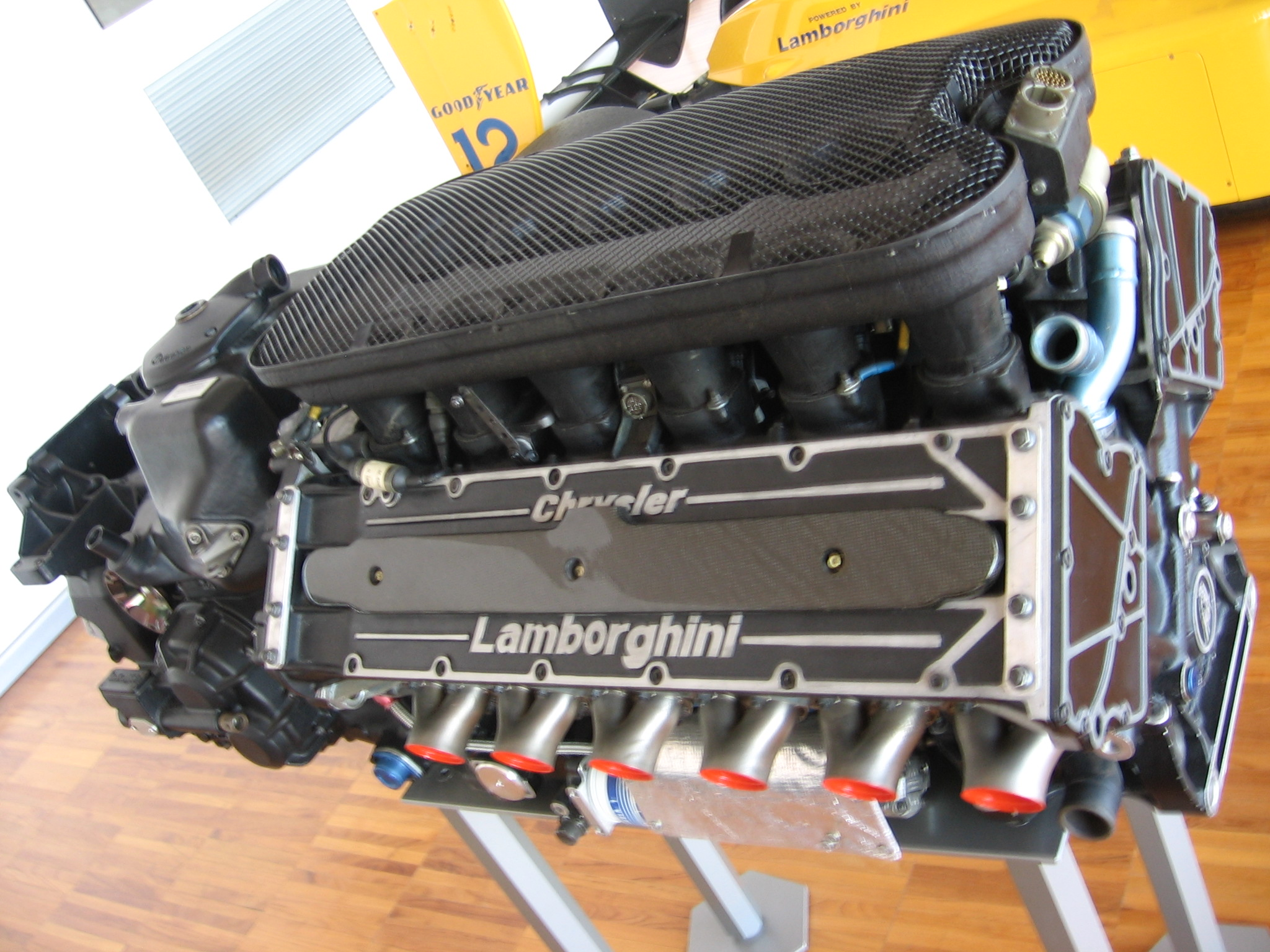
1989 exklusiv für Larrousse: Der Zwölfzylindermotor von Lamborghini

Die Saison 1989 brachte einige Änderungen für das Team. Neben den organisatorischen Änderungen, die aus dem Kriminalfall um Didier Calmels folgten, bereitete das Team einen Umzug von Antony nach Signes in die Nähe des Circuit Paul Ricard vor. Hinzu kamen Herausforderungen durch einen neuen Motor. Lamborghini Engineering, ein Tochterunternehmen des seinerzeit zum Chrysler-Konzern gehörenden Sportwagenherstellers Lamborghini, hatte unter der Leitung von Mauro Forghieri einen Zwölfzylinder-Saugmotor entwickelt, der 1989 debütierte und den das Team von Gérard Larrousse in diesem Jahr exklusiv erhielt. Dem ersten Einsatz gingen im Februar und im März 1989 umfangreiche Testfahrten voraus, die zumeist mit zwei umgebauten LC88-Fahrzeugen durchgeführt wurden.
Alliot blieb dem Team als Fahrer erhalten. Für das zweite Auto wurde erneut Yannick Dalmas gemeldet, der sich von seiner Erkrankung erholt hatte. Allerdings fuhr er nur in den ersten sechs Rennen des Jahres für Larrousse; danach wurde er, da seine Leistungen nicht als ausreichend angesehen wurden, für zwei Rennen durch Éric Bernard und danach durch Michele Alboreto ersetzt.
1989 erzielte Larrousse nur geringe sportliche Erfolge. Yannick Dalmas konnte sich bei sechs Versuchen nur einmal für die Rennteilnahme qualifizieren, und Alliot fiel in den ersten acht Rennen des Jahres sechsmal aus. Da das Team bis zur Saisonmitte keinen Weltmeisterschaftspunkt eingefahren hatte, unterlagen beide Larrousse-Fahrer ab dem Großen Preis von Deutschland der Vorqualifikation. Alliot überstand sie mit einer Ausnahme regelmäßig, während Alboreto mehrfach an der Vorqualifikation bzw. der Qualifikation scheiterte. Insgesamt verzeichnete Larrousse 1989 nur fünf Zielankünfte. Das beste Ergebnis war Alliots sechster Platz beim Großen Preis von Spanien.

#### 1990: Die erfolgreichste Saison

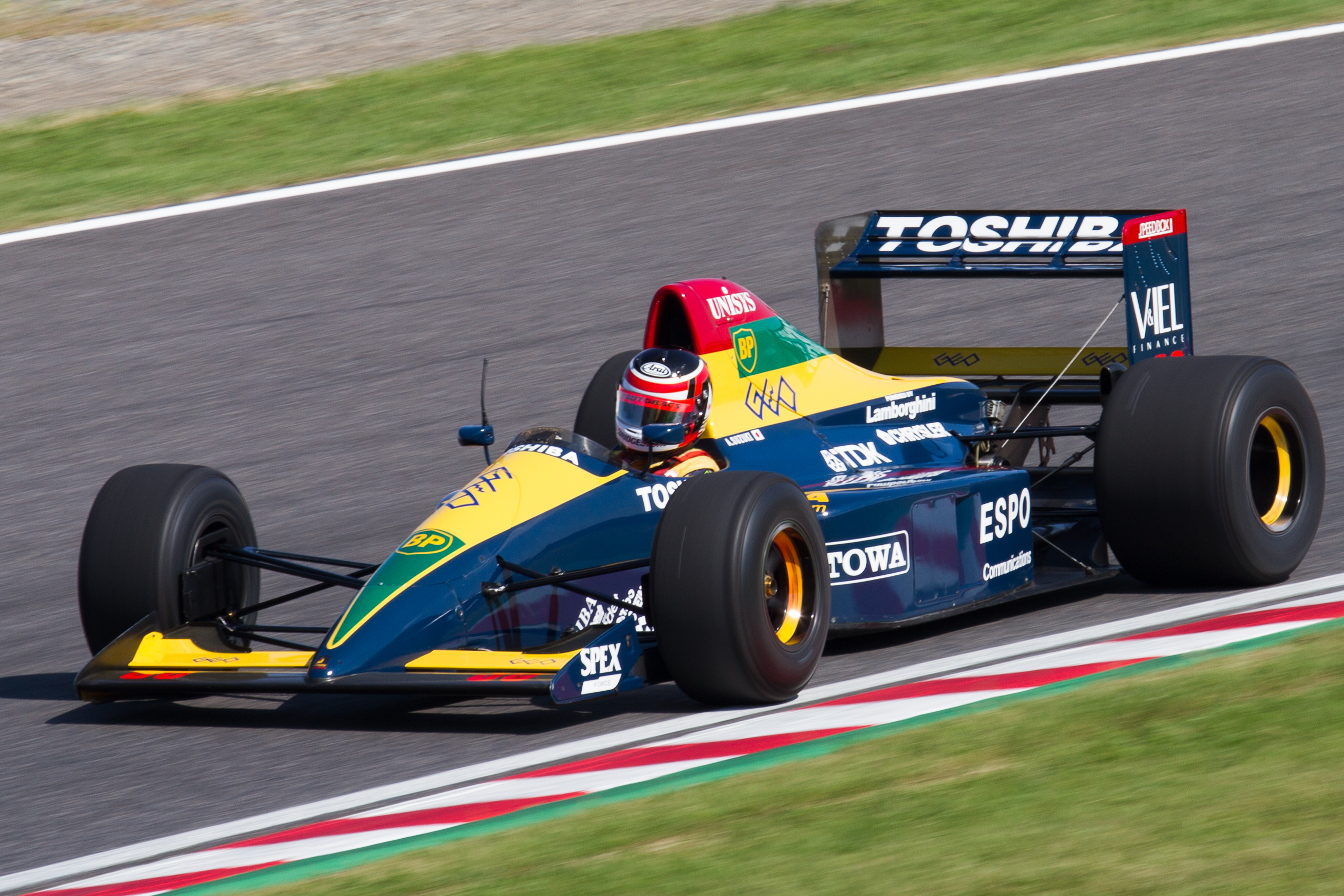
Lola LC90

Vor Beginn der Saison 1990 verkaufte Larrousse die Mehrheit der Teamanteile an den japanischen Mischkonzern ESPO. Das Team behielt den Lamborghini-Motor, allerdings war es kein Exklusivkunde mehr: Neben Larrousse verwendete nun auch der britische Traditionsrennstall Team Lotus den italienischen Motor.
Das Team meldete ab dem dritten Rennen der Saison den Lola LC90, eine von Chris Murphy erarbeitete Weiterentwicklung des letztjährigen Modells. Fahrer waren Éric Bernard und Aguri Suzuki.
1990 wurde zur erfolgreichsten Saison des französischen Teams. Bernard kam achtmal ins Ziel, bei drei Rennen erreichte er eine Positionierung in den Punkterängen. Sein bestes Rennen war der Große Preis von Großbritannien, den er als Vierter beendete. Sein japanischer Teamkollege, der sich im Jahr zuvor mit Zakspeed zu keinem einzigen Rennen qualifiziert hatte, erhielt nun bei Larrousse jedes Mal die Startberechtigung. Er kam sechsmal ins Ziel, dreimal davon in den Punkterängen. Bei seinem Heimatrennen, dem Großen Preis von Japan, erreichte er das beste Ergebnis in der Geschichte des Teams: Er kam als Dritter ins Ziel und fuhr damit vier weitere Punkte für Larrousse ein. Larrousse schloss die Konstrukteurswertung mit elf Weltmeisterschaftspunkten auf dem sechsten Platz ab, zwei Ränge vor dem Team Lotus, das mit dem gleichen Motor nur drei Weltmeisterschaftspunkte erreicht hatte. Das nationale Konkurrenzteam Ligier fuhr 1990 keinen Punkt ein.
Die Ergebnisse des Jahres 1990 bedeuteten, dass Larrousse für 1991 von der Vorqualifikation befreit war. Ungeachtet dessen kündigte Lamborghini den Motorenvertrag und wechselte zu Ligier.

#### 1991: Wieder Kundenmotoren
Die Saison 1991 begann für Larrousse mit politischen Problemen. Am 15. Februar 1991 erklärte die FISA, das Larrousse-Team sei aufgrund eines Meldefehlers in der zurückliegenden Saison nicht klassifiziert. Zur Begründung verwies die FISA darauf, dass Larrousse sich in den Meldeunterlagen selbst als Chassishersteller angegeben habe, während der LC90 tatsächlich von Lola konstruiert und dort gebaut worden sei. Diese Entscheidung hatte den Verlust der im Vorjahr eingefahrenen 11 Weltmeisterschaftspunkte zur Folge und bedeutete, dass Larrousse in der Saison 1991 der Vorqualifikation unterworfen war. Zwei Tage später revidierte die FISA ihre Entscheidung dahingehend, dass eine Vorqualifikation nicht erforderlich sei; der Entzug der Weltmeisterschaftspunkte wurde im Übrigen aber bestätigt. Für Larrousse hatte das in erster Linie finanzielle Folgen. Das Team verlor den Anspruch auf eine Transportkostenerstattung und erlitt Einbußen bei der Verteilung von Fernseheinnahmen, deren Höhe jeweils von der Anzahl der im Vorjahr erreichten Weltmeisterschaftspunkte abhängig war. Gérard Larrousse bezifferte den finanziellen Schaden auf 6 Millionen Französische Francs.
In sportlicher Hinsicht musste der Verlust des Lamborghini-Motors durch Cosworth-Achtzylindermotoren vom Typ DFR kompensiert werden. Sie wurden von Brian Hart getunt. Larrousse ließ sein aktuelles Rennauto ein letztes Mal von Lola konstruieren. Der LC91 wurde von einer nicht näher individualisierten Gruppe von Lola-Ingenieuren konstruiert und stellte eine Adaption des letztjährigen LC90 an den kompakteren Cosworth-Motor dar. Das Auto verwendete weiterhin das für den Lamborghini-Motor konzipierte Sechsganggetriebe, das nicht fehlerfrei an den britischen Achtzylindermotor angepasst werden konnte. Im Laufe des Jahres erfuhr das Auto keinerlei Weiterentwicklung und wurde auch nicht getestet.
Als Fahrer blieb Aguri Suzuki im Team, der zu allen 16 Rennen des Jahres antrat. Sein Teamkollege war zunächst Éric Bernard, der für das letzte Saisonrennen durch den Belgier Bertrand Gachot ersetzt wurde.
1991 wurde für Larrousse zu einem Jahr sportlicher Misserfolge. Insgesamt kamen die Larrousse-Piloten nur dreimal ins Ziel; daneben waren 23 technisch bedingte oder auf Fahrfehlern beruhende Ausfälle sowie sieben Nichtqualifikationen zu verzeichnen. Aguri Suzuki kam im ersten Rennen der Saison als Sechster ins Ziel. Es war Suzukis einzige Zielankunft in diesem Jahr. Beginnend mit dem zweiten Saisonrennen, setzte eine Reihe von neun aufeinanderfolgenden Ausfällen ein. Ab dem Großen Preis von Belgien wechselten sich sodann Ausfälle und Nichtqualifikationen ab. Éric Bernard erreichte einen neunten und einen sechsten Platz. Im Ergebnis beendete Larrousse die Saison mit zwei Punkten auf Platz 11 der Konstrukteurswertung. Damit hatte es das Konkurrenzteam Ligier geschlagen, das trotz der Lamborghini-Motoren keinen Meisterschaftspunkt erzielt hatte. In der Konsequenz kehrte Lamborghini für die kommende Saison zu Larrousse zurück.
Im Laufe des Jahres 1991 zog sich die Espo Corporation zurück, was das Team in finanzielle Schwierigkeiten stürzte.

### Die Robin-Herd-Ära

#### Larrousse UK Ltd.
Nach fünf Jahren beendete Gérard Larrousse im Herbst 1991 die Beziehungen zu Lola. In den folgenden drei Jahren ließ er seine Rennautos von einem im englischen Bicester ansässigen Designbüro konstruieren, das anfänglich die Bezeichnung Venturi Larrousse UK erhielt und später Larrousse UK genannt wurde. Dabei handelte es sich um ein Studio, das Ende 1990 unter der Bezeichnung Fomet als Tochterunternehmen des italienischen Formel-1-Rennstalls Fondmetal gegründet worden war. Fomet wurde von dem ehemaligen March-Ingenieur Robin Herd geleitet und konstruierte für Fondmetal unter anderem dessen Rennwagen Fondmetal Fomet 1, der in der Saison 1991 mit mäßigem Erfolg eingesetzt worden war. Angesichts verzögerter Zahlungen kam es im Herbst 1991 zu einem Zerwürfnis zwischen Herd und dem Fondmetal-Chef Gabriele Rumi, in dessen Folge Rumi seine Beteiligung an Fomet zurückzog. Rumis Anteile wurden von Herd und Gérard Larrousse übernommen, und das Studio wurde zum Beginn der Saison 1992 nach dem französischen Mutterteam benannt.

#### 1992: Neustrukturierung

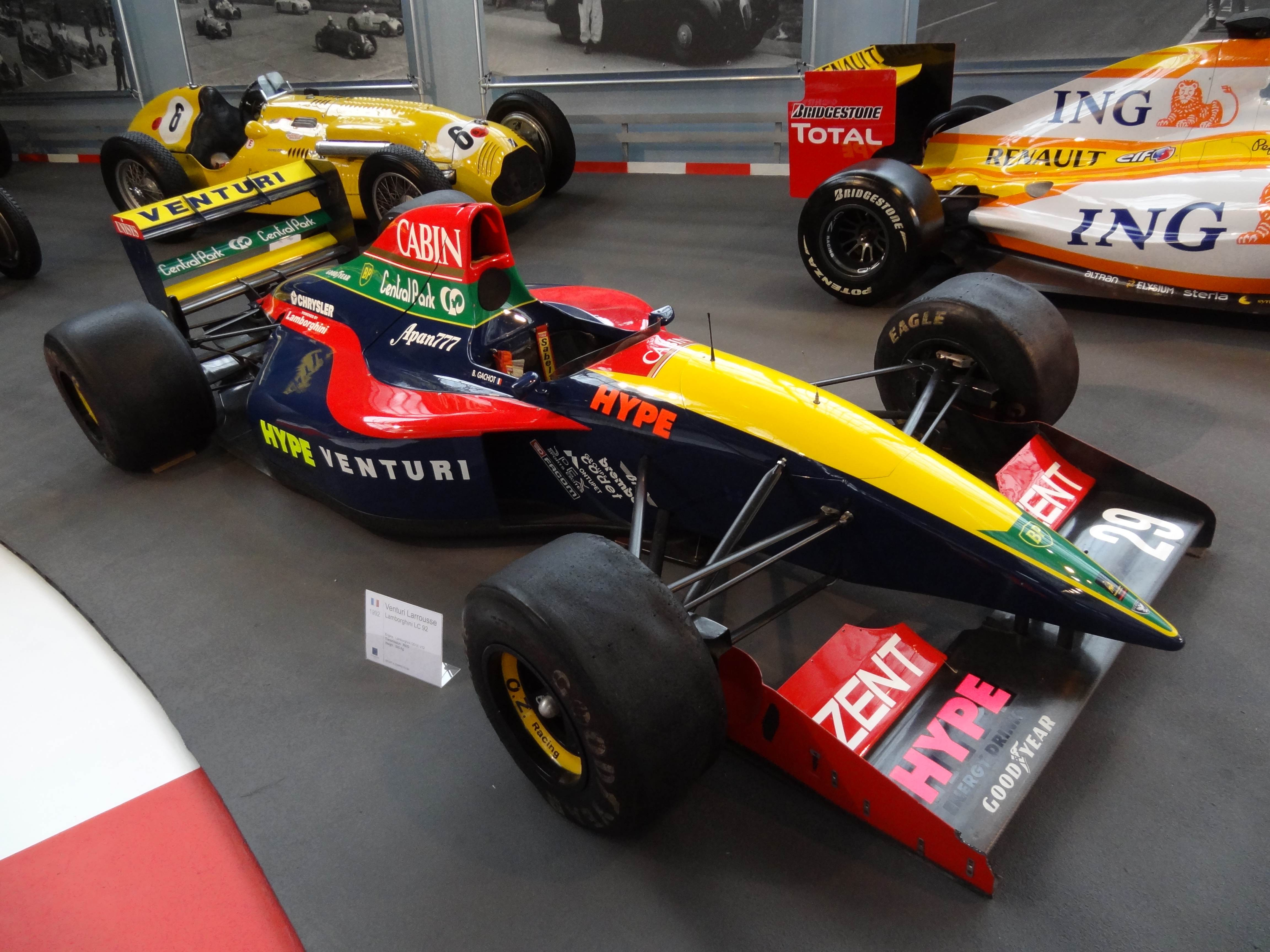
Venturi Larrousse LC92

Im Herbst 1991 übernahm der französische Sportwagenhersteller Venturi 65 Prozent der Anteile des Teams. Sein Name wurde für die Saison 1992 in die Teambezeichnung aufgenommen.
Als Einsatzfahrzeug meldete das Team den Venturi LC92, ein Fahrzeug, das von Robin Herd und Tino Belli konstruiert worden war und einige Ähnlichkeiten mit dem Formel-1-Wagen von 1991 aufwies. Antriebsseitig konnte Larrousse wieder auf den leistungsstarken Zwölfzylindermotor von Lamborghini zurückgreifen, der bei Ligier obsolet geworden war, nachdem das Team aus Vichy für 1992 Zugriff auf Zehnzylindermotoren von Renault erhalten hatte. Neben Larrousse erhielt auch Minardi in dieser Saison Lamborghini-Motoren. Als Fahrer wurden Bertrand Gachot und Ukyō Katayama verpflichtet; es wird allgemein davon ausgegangen, dass Katayama als Paydriver eingestellt wurde, für sein Cockpit also bezahlen musste.
Angesichts der schlechten Ergebnisse aus der Vorsaison unterlag Larrousse in diesem Jahr der Vorqualifikation, die erst im Spätsommer durch die Insolvenzen von Brabham und Andrea Moda überflüssig wurde. Mit einer Ausnahme bereitete die Vorqualifikation dem Team keine Probleme.
Gachot konnte sich zu jedem Rennen qualifizieren, fiel aber insgesamt elfmal aus. Er kam nur einmal in den Punkterängen ins Ziel: Beim Großen Preis von Monaco wurde er Sechster und erreichte den einzigen Punktgewinn der Saison für sein Team. Katayama war „schnell, aber unerfahren“. Er erreichte sieben Zielankünfte; sein bestes Ergebnis war der neunte Platz beim Großen Preis von Brasilien. Larrousse beendete die Saison mit einem Punkt auf Platz 11 der Konstrukteursmeisterschaft.
Zum Saisonende litt der Rennstall unter finanziellen und organisatorischen Problemen, die aus dem Verkauf der Teamanteile Venturis an das Unternehmen Comstock resultierten. Letztlich übernahm Gérard Larrousse im Herbst 1993 sämtliche Teamanteile.

#### 1993: Stagnation

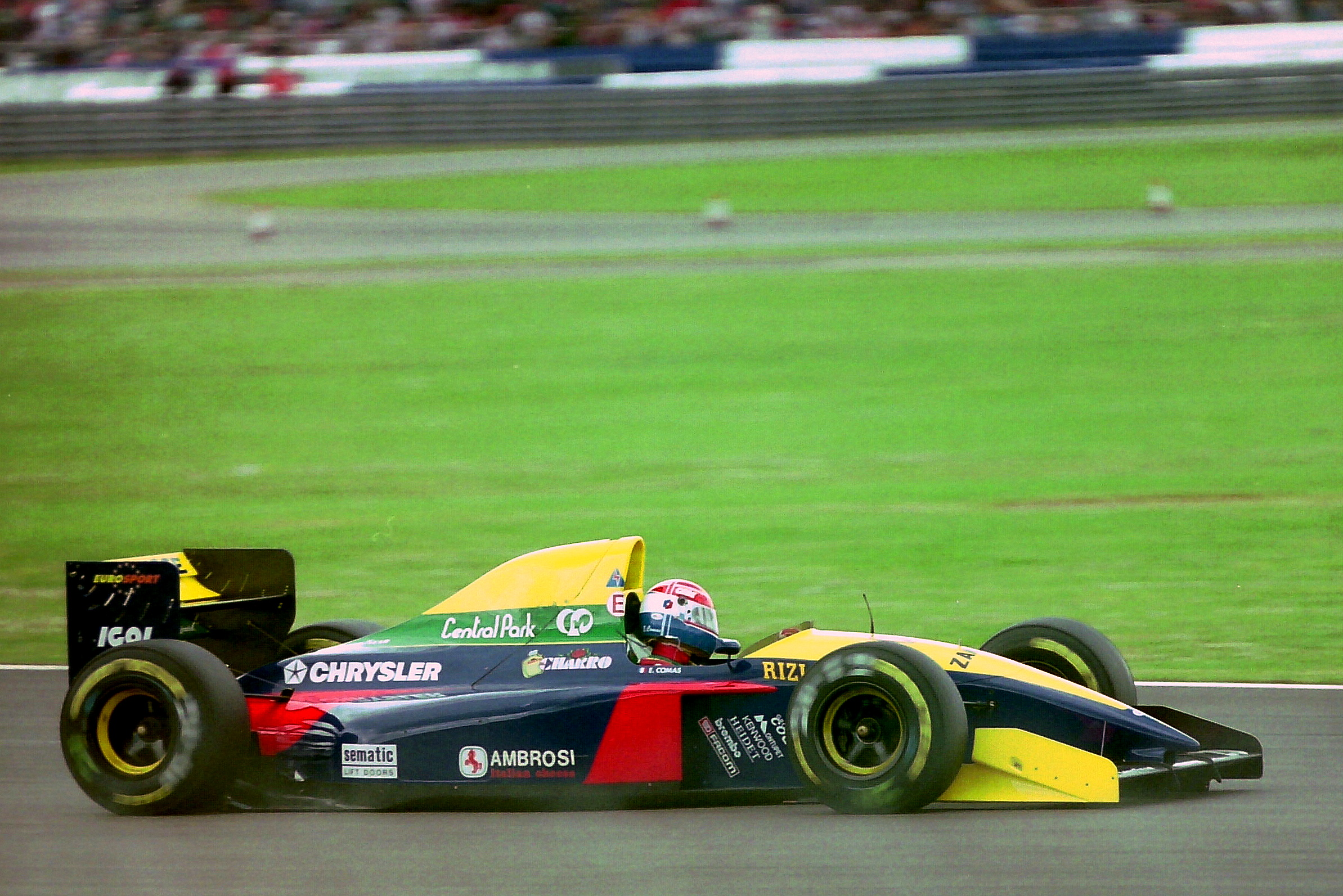
Comas im Larrousse LH93 beim Großen Preis von Großbritannien 1993

1993 trat Larrousse mit dem Larrousse LH93 an, einem Fahrzeug, das nahezu identisch war mit dem im vergangenen Jahr verendeten LC92. Aus finanziellen Gründen waren keine innovativen Lösungen möglich; der LH93 war nach Ansicht von Beobachtern neben dem Minardi M193 und dem Lola T93/30 der Scuderia Italia das am schlichtesten konstruierte Auto des Starterfelds 1993. Larrousse verwendete erneut den Lamborghini-Motor, der seit dem Sommer 1992 keine Weiterentwicklung mehr erfuhr. Fahrerseitig trat Larrousse zunächst mit zwei Franzosen an. Ein Auto erhielt der ehemalige Ligier-Pilot Érik Comas, der zu jedem Rennen der Saison antrat. Neben ihm kehrte Philippe Alliot für seine letzte Formel-1-Saison zu Larrousse zurück; er wurde allerdings für die letzten beiden Rennen des Jahres durch den Paydriver Toshio Suzuki ersetzt, dessen Sponsorgelder dem Team halfen, die Saison regulär zu beenden. Alliot erzielte mit dem fünften Platz in Imola zwei Weltmeisterschaftspunkte, Comas wurde einmal Sechster in Italien. Mit drei Punkten schloss Larrousse die Saison 1993 auf Platz 10 der Konstrukteurswertung ab, wobei sich das französische Team vor Jordan und Tyrrell positionierte.

#### 1994: Wirtschaftlicher Niedergang

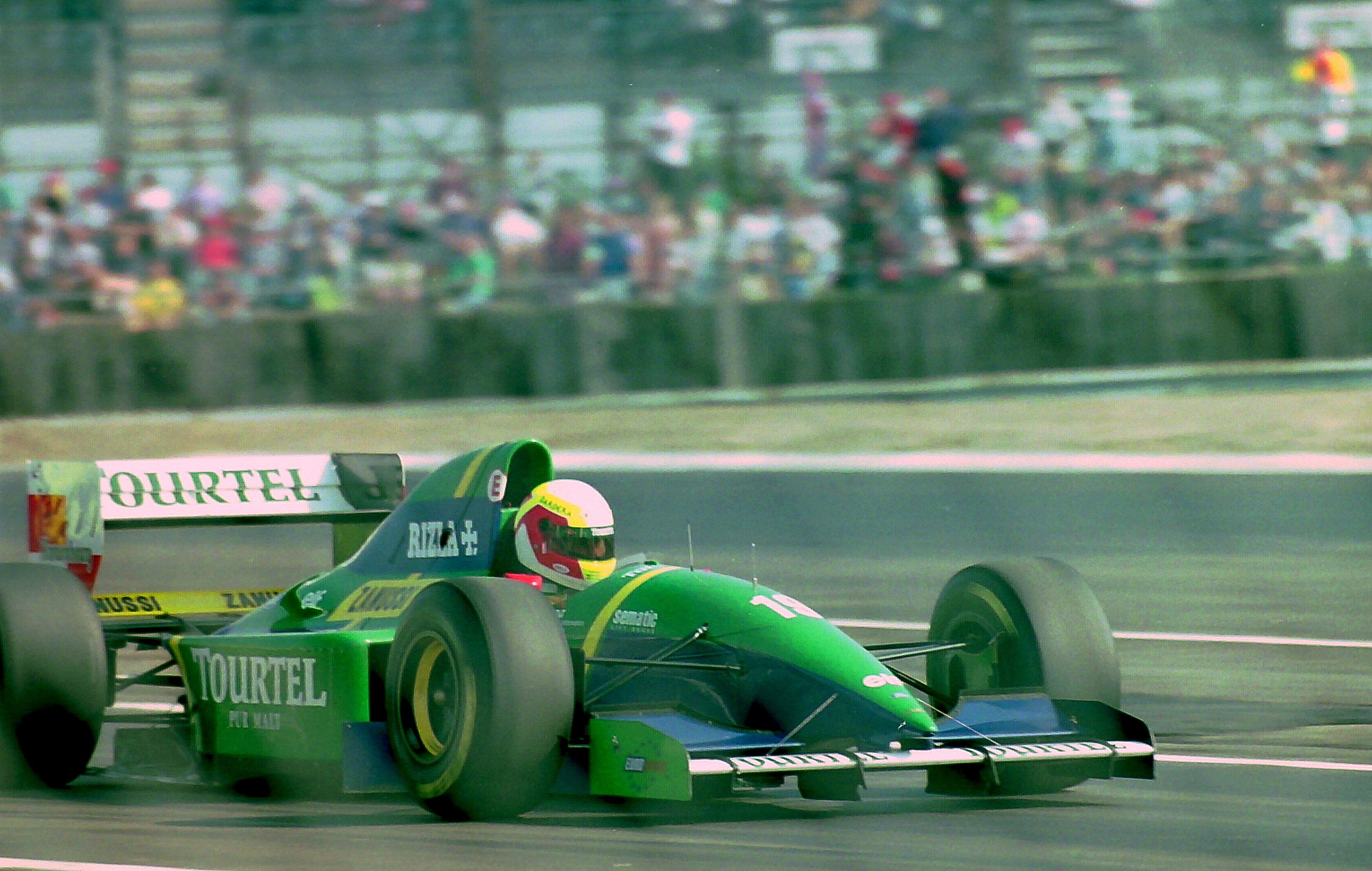
Beretta im Larrousse LH94 beim Großen Preis von Großbritannien 1994

Mit Ablauf der Saison 1993 endete nach vier Jahren die Verbindung zu Lamborghini. Der italienische Motorenhersteller war im Laufe des Jahres 1993 bemüht, das technisch und finanziell besser aufgestellte McLaren-Team als Motorkunden zu gewinnen; davon versprach es sich bessere Resultate und vielleicht auch Siege. Zeitgleich hatte der französische Automobilhersteller Peugeot einen Formel-1-Motor entwickelt, der in der Saison 1994 erstmals einsatzbereit war. Während Gérard Larrousse versuchte, das neue Peugeot-Triebwerk als Ersatz für die Lamborghini-Motoren zu erhalten, nahm Peugeot seinerseits Verhandlungen mit McLaren auf. McLaren unternahm im Herbst 1993 Testfahrten sowohl mit dem Lamborghini- als auch mit dem Peugeot-Motor und entschied sich letztlich für das französische Triebwerk, bestand allerdings auf einem Exklusivbezug. Der unterlegene Bewerber Lamborghini beendete daraufhin sein Formel-1-Engagement vollständig, sodass Larrousse für 1994 weder den italienischen noch den französischen Motor erhalten konnte. Damit blieb dem Team nur die Verwendung eines Kundentriebwerks, das von Ford bezogen wurde. Es handelte sich um eine Abwandlung des seit 1989 eingesetzten HB-Motors, der mit 520 kW zu den schwächsten Motoren des Starterfeldes gehörte.
Aus finanziellen Gründen konnte das Team kein vollständig neues Chassis konstruieren. Der Larrousse LH94 war daher lediglich eine Abwandlung des im Vorjahr eingesetzten LH93. Die Änderungen betrafen in erster Linie das Motorenumfeld und das Getriebe, das nun von Benetton hinzugekauft wurde. Im Laufe des Jahres erfuhr das Auto nur geringe Maßnahmen der Weiterentwicklung; Modifikationen erfolgten in erster Linie im Hinblick auf Reglementsänderungen, die in zur Saisonmitte als Reaktion auf die tödlichen Unfälle Roland Ratzenbergers und Ayrton Sennas beim Großen Preis von San Marino verfügt wurden und allgemein eine Reduzierung der Geschwindigkeit der Formel-1-Autos zum Ziel hatten.
Larrousse gewann die Schweizer Fast Group als Partner des Teams. Die Wagen waren erneut bunt lackiert und warben nacheinander für die französischen Biermarken Kronenbourg und Tourtel.
Larrousse setzte 1994 durchgängig zwei Fahrzeuge vom Typ LH94 ein. Als Stammfahrer wurden Érik Comas und der monegassische Debütant Olivier Beretta gemeldet. Larrousse geriet allerdings im Laufe der Saison in wirtschaftliche Schwierigkeiten und war ab Sommer 1994 auf Paydriver angewiesen. Comas und Beretta wurden daher in der zweiten Saisonhälfte für einzelne Rennen durch Philippe Alliot, Yannick Dalmas, Hideki Noda und Jean-Denis Delétraz ersetzt, die zusätzliche Geldmittel für den Betrieb des Rennstalls bereitstellten.
Das Team erreichte 1994 nur geringe sportliche Erfolge. In der gesamten Saison waren 20 Ausfälle zu verzeichnen, die meisten von ihnen waren auf Probleme im Umfeld des Motors zurückzuführen.
Comas fuhr 15 Rennen für Larrousse. Er schied achtmal wegen technischer Defekte aus. Seine besten Ergebnisse waren zwei sechste Plätze beim Großen Preis des Pazifiks und dem Großen Preis von Deutschland. Das waren die einzigen Ankünfte in den Punkterängen in der Saison 1994.
Für das letzte Rennen der Saison 1994 in Australien wurde Comas durch den Schweizer Debütanten Jean-Denis Delétraz ersetzt. Delétraz qualifizierte sich als Vorletzter und wurde im Rennen bereits nach 10 Runden vom führenden Michael Schumacher überrundet; sein Rückstand betrug zu dieser Zeit bereits mehr als 80 Sekunden. Nachdem Delétraz eine Zeitstrafe wegen Überschreitung der Geschwindigkeitsbegrenzung in der Boxengasse umgesetzt hatte, fiel er in Runde 57 infolge eines technischen Defekts aus. Zu dieser Zeit war er bereits zehnmal überrundet worden.
Der zweite Stammfahrer Olivier Beretta kam bei zehn Anläufen viermal ins Ziel. Sein bestes Ergebnis war der siebte Platz beim Großen Preis von Großbritannien. Er wurde durch Philippe Alliot ersetzt, der einmal ausfiel, danach durch Yannick Dalmas, der einmal als Vierzehnter ins Ziel kam, und schließlich durch Hideki Noda, der bei keinem seiner drei Rennen für Larrousse das Ziel erreichte.

#### 1995
1995 kam es zum Streit zwischen Larrousse und Robin Herd, im Zuge dessen keine Autos für die neue Saison gebaut wurden. Ein geplanter Zusammenschluss mit dem DAMS-Team kam nicht zustande. Im April 1995 wurde das Larrousse-Team, das sich in mehreren juristischen Problemen befand, schließlich endgültig aufgelöst.

## Saisonübersicht
| Saison | Teamname                       | Wagen                | Motor                    | Stammfahrer                      | weitere eingesetzte Fahrer                                        | WM-Platz |
| ------ | ------------------------------ | -------------------- | ------------------------ | -------------------------------- | ----------------------------------------------------------------- | -------- |
| 1987   | Larrousse Calmels              | Lola LC87            | Ford Cosworth DFZ 3.5 V8 | Philippe Alliot Yannick Dalmas   |                                                                   | 9.       |
| 1988   | Larrousse Calmels              | Lola LC88            | Ford Cosworth DFZ 3.5 V8 | Yannick Dalmas Philippe Alliot   | Pierre-Henri Raphanel Aguri Suzuki                                | -        |
| 1989   | Equipe Larrousse               | Lola LC88B Lola LC89 | Lamborghini 3512 V12     | Michele Alboreto Philippe Alliot | Éric Bernard Yannick Dalmas                                       | 15.      |
| 1990   | Espo Larrousse F1              | Lola LC89B Lola LC90 | Lamborghini 3512 V12     | Éric Bernard Aguri Suzuki        |                                                                   | 6.       |
| 1991   | Larrousse F1                   | Lola LC91            | Ford Cosworth DFR 3.5 V8 | Éric Bernard Aguri Suzuki        | Bertrand Gachot                                                   | 11.      |
| 1992   | Central Park Venturi Larrousse | Venturi LC92         | Lamborghini 3512 V12     | Bertrand Gachot Ukyō Katayama    |                                                                   | 11.      |
| 1993   | Larrousse F1                   | Larrousse LH93       | Lamborghini 3512 V12     | Philippe Alliot Érik Comas       | Toshio Suzuki                                                     | 10.      |
| 1994   | Tourtel Larrousse F1           | Larrousse LH94       | Ford HB 3.5 V8           | Olivier Beretta Érik Comas       | Philippe Alliot, Yannick Dalmas, Jean-Denis Delétraz, Hideki Noda | 11.      |